# Język diri
Język diri (inaczej: diriya, dirya, diryawa; nazwa oryginalna: sago, tsagu) – język afroazjatycki z zachodniej gałęzi języków czadyjskich, używany w Nigerii (obszary Ningi i Darazo, stan Bauczi). Najbliżej spokrewniony z językami wardżi (północne bauczi, B.2) – tsagu (cziwogaj), wardżi, dżimbin, karija i innymi. Posługuje się nim około 7200 osób (dane z 2000 roku).
Grupa etniczna nazywa się diryanci, buwane, diryawa.